# A Red Letter Day
Singles de Pet Shop Boys
Single-Bilingual
(1996) Somewhere
(1997)
A Red Letter Day est une chanson du duo britannique Pet Shop Boys extraite de leur sixième album studio, Bilingual, paru le 2 septembre 1996.
Le 17 mars 1997, six mois et demi après la sortie de l'album, la chanson a été publiée en single. C'était le quatrième single tiré de cet album.
Le single a atteint la 9e place au Royaume-Uni.